# Hohenwald
Hohenwald è una città degli Stati Uniti d'America, situata nello Stato del Tennessee, nella contea di Lewis, della quale è il capoluogo.